# Foulangues
Foulangues é uma comuna francesa na região administrativa de Altos da França, no departamento de Oise. Estende-se por uma área de 5,13 km². Em 2010 a comuna tinha 200 habitantes (densidade: 39 hab./km²).